# Pandanus onesuaensis
Pandanus onesuaensis är en enhjärtbladig växtart som beskrevs av Harold St.John. Pandanus onesuaensis ingår i släktet Pandanus och familjen Pandanaceae.
Artens utbredningsområde är Vanuatu. Inga underarter finns listade.